# Lista dewiz stanowych Nigerii

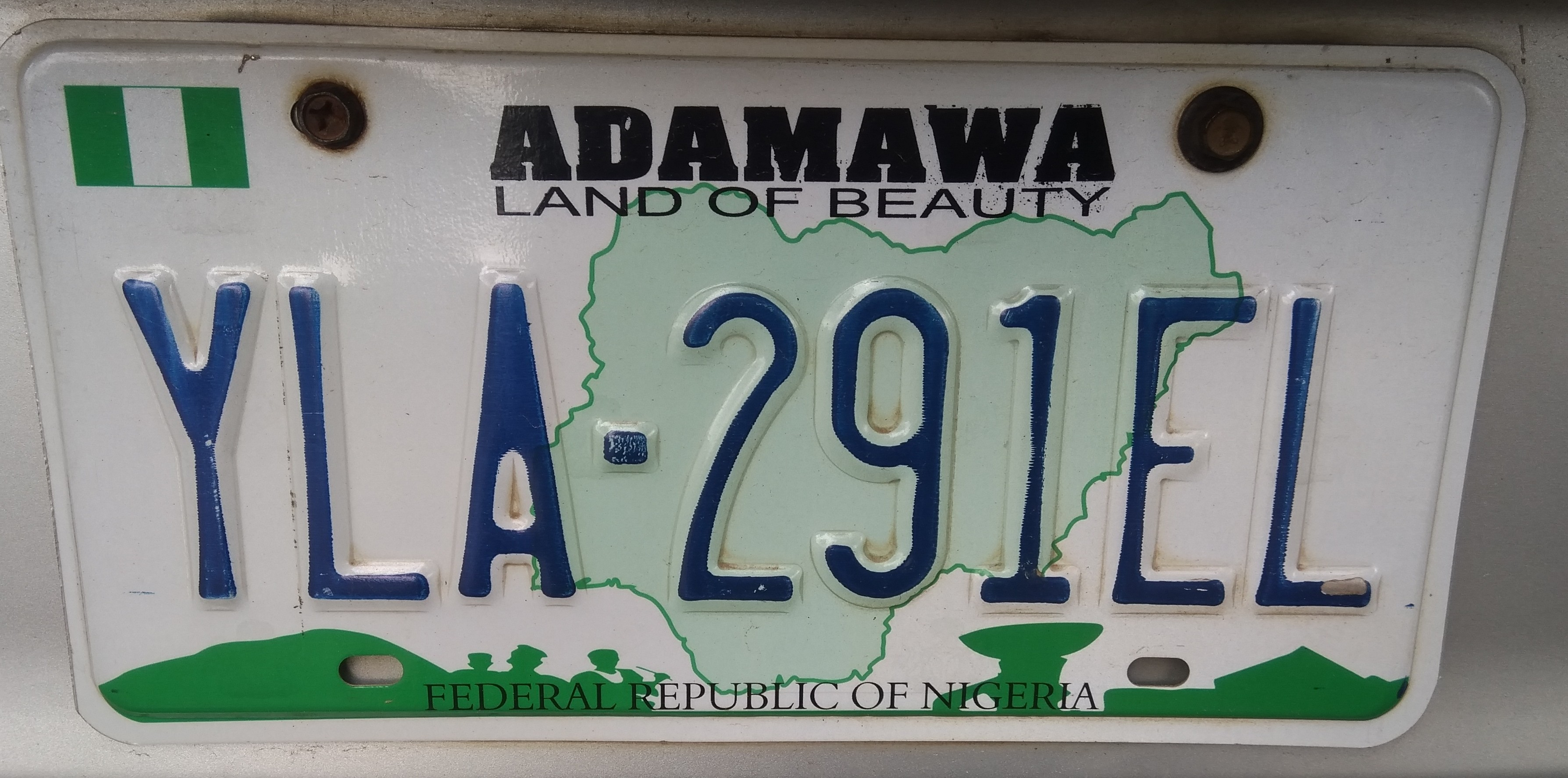
Tablica rejestracyjna z dewizą stanu Adamawa

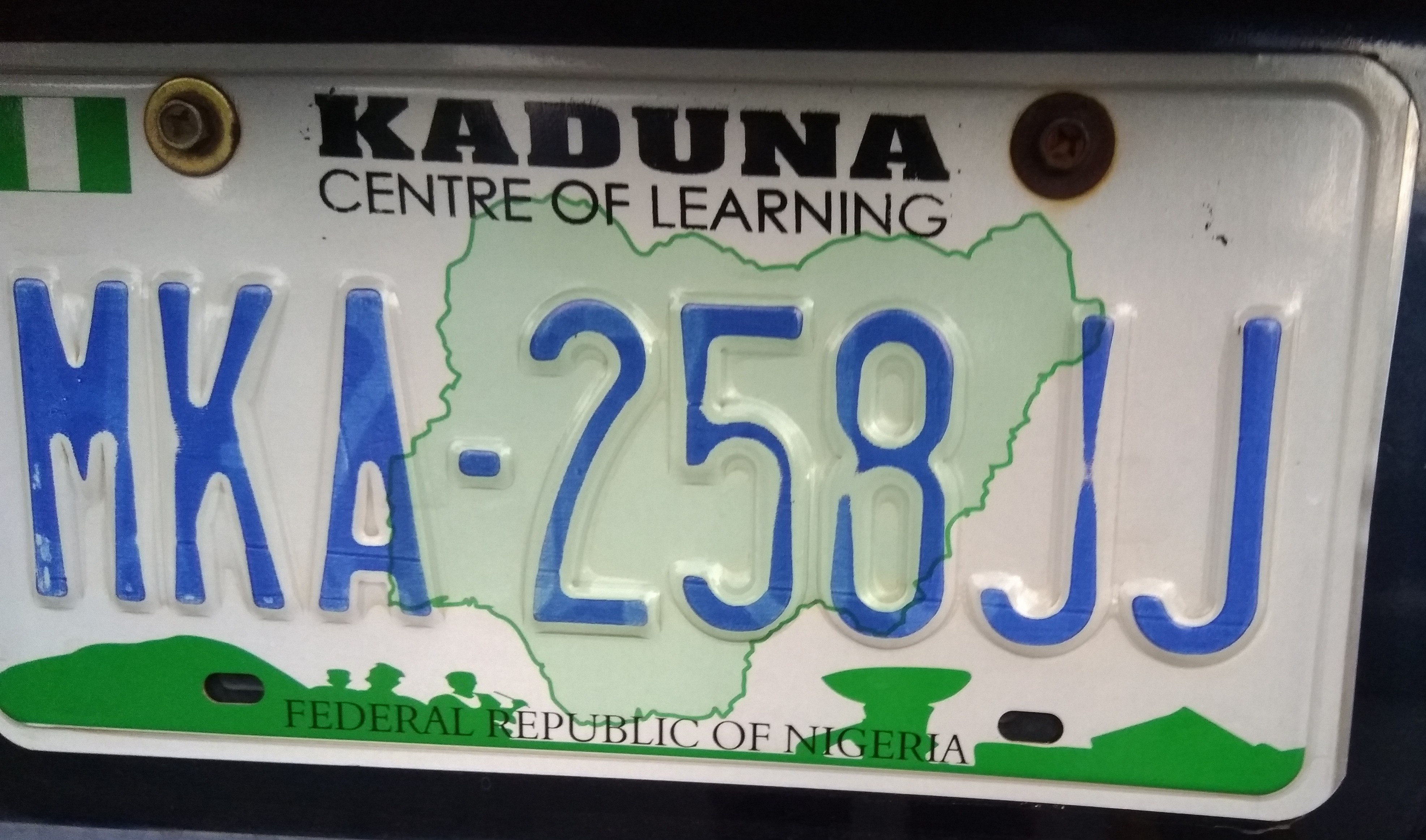
Tablica rejestracyjna z dewizą stanu Kaduna

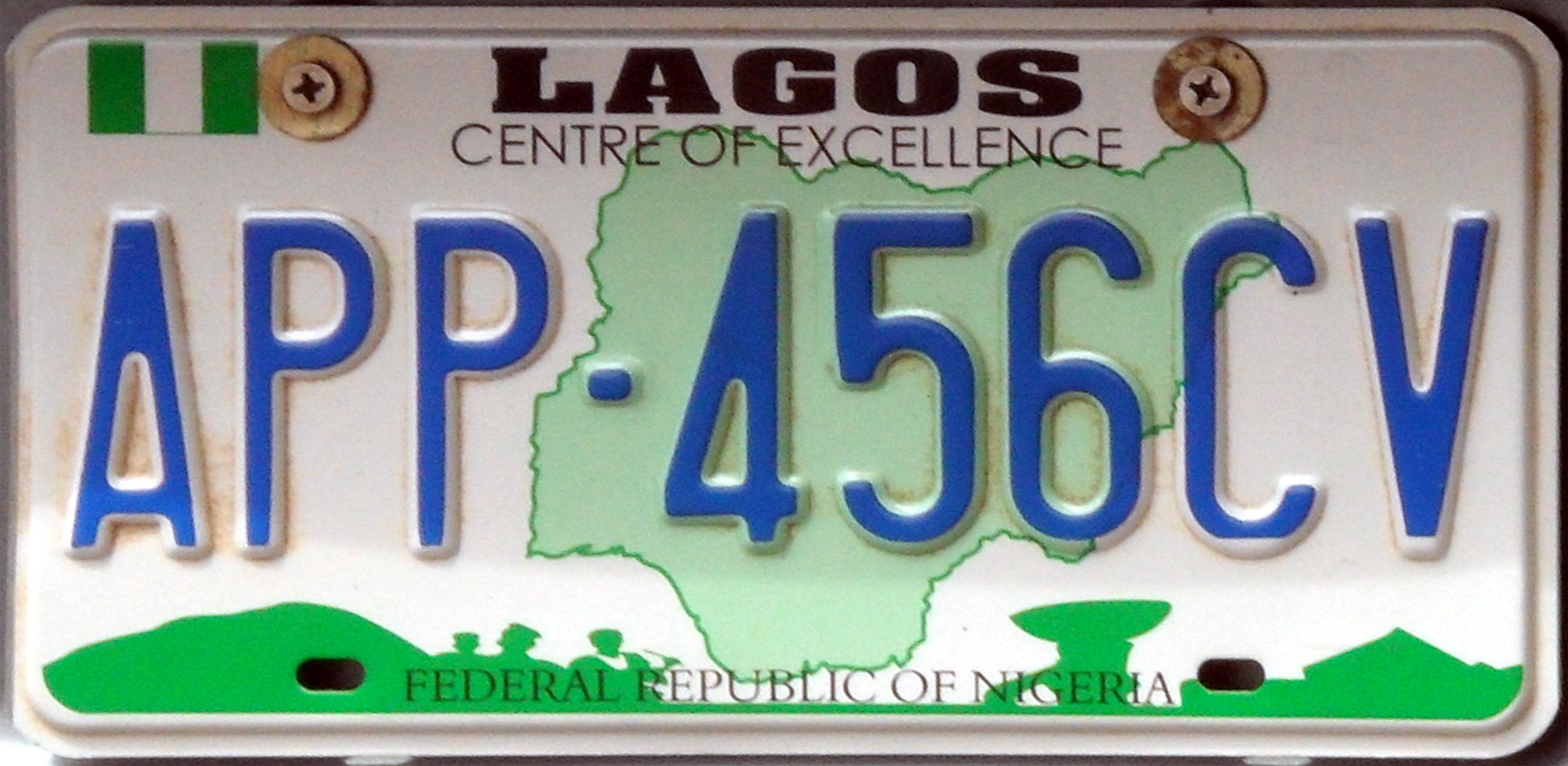
Tablica rejestracyjna z dewizą stanu Lagos

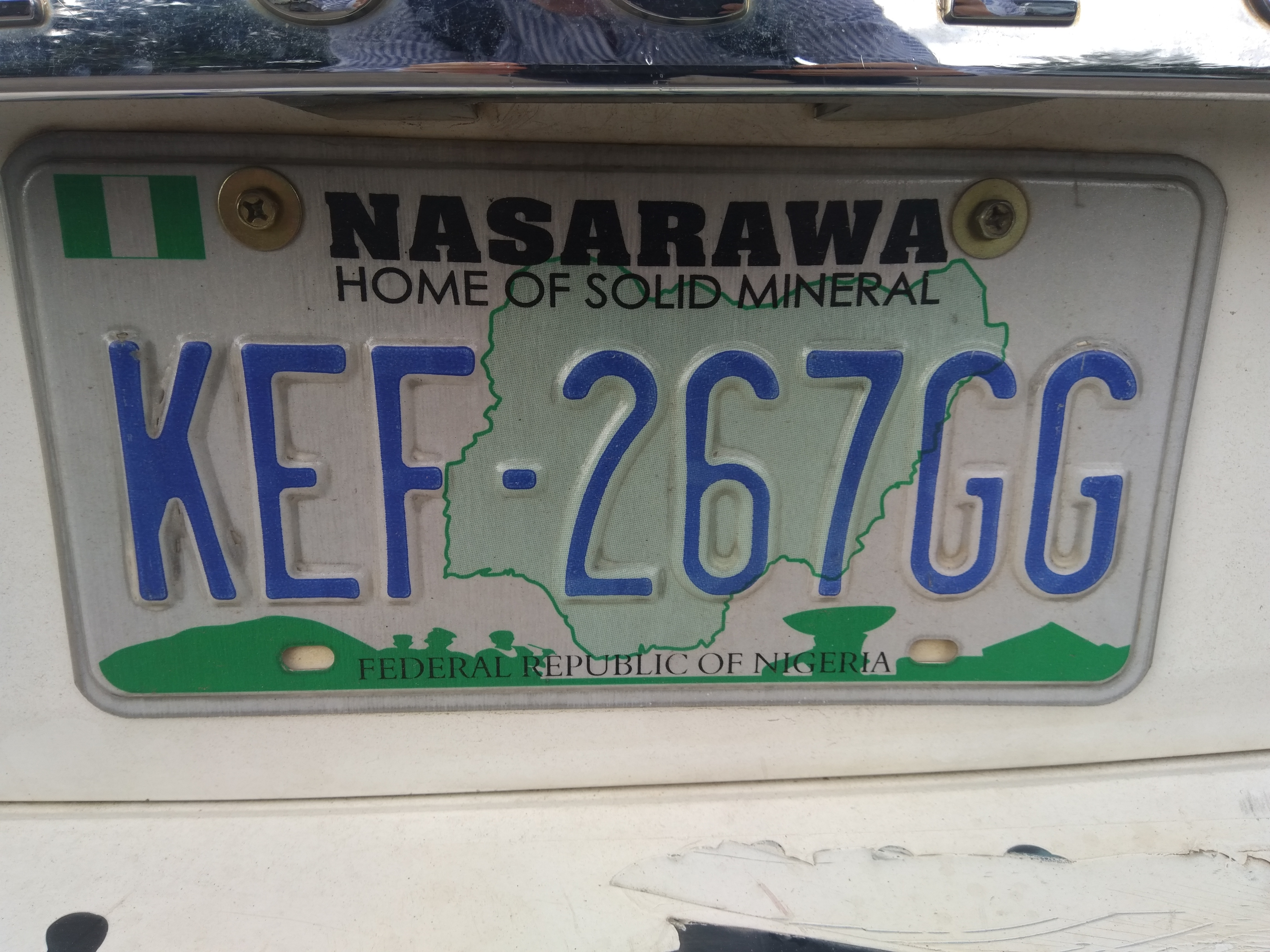
Tablica rejestracyjna z dewizą stanu Nassarawa

Tablica rejestracyjna z dewizą stanu Plateau

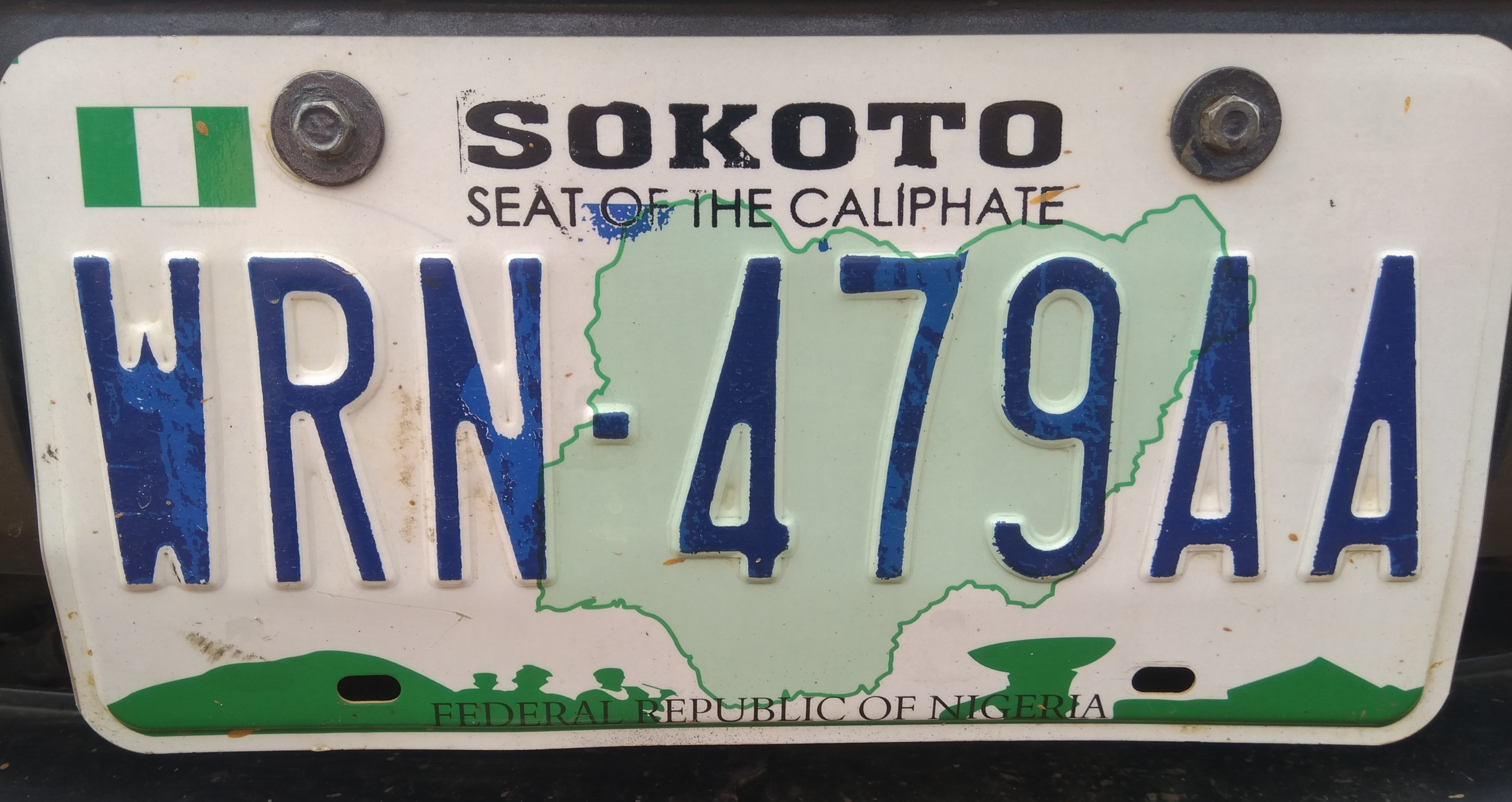
Tablica rejestracyjna z dewizą stanu Sokoto

Ten artykuł zawiera listę dewiz stanów Nigerii. Każdy z 36 stanów oraz Federalne Terytorium Stołeczne ma swoją dewizę. Narodowym mottem całej Nigerii jest Unity and Faith, Peace and Progress („Jedność i Wiara, Pokój i Postęp”).
| Stan                           | Motto                       | Polski przekład           |
| ------------------------------ | --------------------------- | ------------------------- |
| Abia                           | God’s Own State             | Kraina Pana Boga          |
| Adamawa                        | Land of Beauty              | Kraina piękna             |
| Akwa Ibom                      | Land of Promise             | Kraina obietnicy          |
| Anambra                        | Light of the Nation         | Światło narodu            |
| Bauczi                         | Pearl of Tourism            | Perła turystyki           |
| Bayelsa                        | Glory of all Lands          | Chwała wszystkich krain   |
| Benue                          | Food Basket of the Nation   | Spichlerz narodu          |
| Borno                          | Home of Peace               | Kraina pokoju             |
| Cross River                    | The People’s Paradise       | Raj ludzi                 |
| Delta                          | The Big Heart               | Wielkie serce             |
| Ebonyi                         | Salt of the Nation          | Sól narodu                |
| Edo                            | Heartbeat of the Nation     | Bicie serca narodu        |
| Ekiti                          | Land of Honour              | Kraina honoru             |
| Enugu                          | Coal City State             | Kraina węglowego miasta   |
| Federalne Terytorium Stołeczne | Centre of Unity             | Centrum jedności          |
| Gombe                          | Jewel of the Savannah       | Klejnot sawanny           |
| Imo                            | Eastern Heartland           | Wschodnie serce           |
| Jigawa                         | The New World               | Nowy świat                |
| Kaduna                         | Centre of Learning          | Centrum kształcenia       |
| Kano                           | Centre of Commerce          | Centrum handlu            |
| Katsina                        | Home of Hospitality         | Kraina gościnności        |
| Kebbi                          | Land of Equity              | Kraina równości           |
| Kogi                           | Confluence State            | Stan zbiegu rzek          |
| Kwara                          | State of Harmony            | Stan harmonii             |
| Lagos                          | Centre of Excellence        | Centrum doskonałości      |
| Nassarawa                      | Home of Solid Minerals      | Kraina minerałów          |
| Niger                          | Power State                 | Stan potęgi               |
| Ogun                           | Gateway State               | Brama kraju               |
| Ondo                           | Sunshine State              | Stan blasku słonecznego   |
| Osun                           | Land of Virtue              | Kraina cnoty              |
| Oyo                            | Pace Setter State           | Stan nadający tempo       |
| Plateau                        | Home of Peace and Tourism   | Kraina pokoju i turystyki |
| Rivers                         | Treasure Base of the Nation | Skarbiec narodu           |
| Sokoto                         | Seat of the Caliphate       | Siedziba kalifatu         |
| Taraba                         | Nature’s Gift to the Nation | Dar natury dla narodu     |
| Yobe                           | Pride of the Sahel          | Duma Sahelu               |
| Zamfara                        | Farming Is Our Pride        | Rolnictwo naszą dumą      |